# Arcens
Arcens é uma comuna francesa na região administrativa de Auvérnia-Ródano-Alpes, no departamento de Ardèche. Estende-se por uma área de 18,55 km². Em 2010 a comuna tinha 386 habitantes (densidade: 20,8 hab./km²).